# Algimantas Žiukas
Algimantas Žiukas (* 1. August 1961 in Skardžiai, Rajongemeinde Molėtai) ist ein litauischer Politiker und war von 2008 bis 2010 Bürgermeister der Rajongemeinde Molėtai.

## Leben
Nach dem Abitur absolvierte er 1985 das Diplomstudium der Hydrotechnik an der Lietuvos žemės ūkio akademija.
Žiukas war Inhaber eines eigenen Individualunternehmens (A. Žiuko įmonė).
Er ist seit 2000 Mitglied im Rat der Rajongemeinde Molėtai. Von 2008 bis 2010 war er Bürgermeister der Rajongemeinde Molėtai. Er wurde am 12. November 2008 vom Rat für den ausscheidenden Valentinas Stundys ins Amt gewählt.
Er war Mitglied der Lietuvos krikščionių demokratų partija, der Lietuvos krikščionys demokratai (LKD). Er ist Mitglied von Tėvynės sąjunga - Lietuvos krikščionys demokratai (TS-LKD).
Er ist verheiratet und hat zwei Kinder.